# Centipede
"Centipede" là đĩa đơn đầu tay của ca sĩ người Mỹ, Rebbie Jackson từ album đầu tay của cô Centipede. Bài hát do Michael Jackson sáng tác và sản xuất. Nó đạt vị thứ 4 trên bảng xếp hạng Billboard R&B và thứ 24 trên Billboard Hot 100.

## Bảng xếp hạng
| Bảng xếp hạng (1984)                | Peak position |
| ----------------------------------- | ------------- |
| Billboard Hot R&B/Hip-Hop Songs     | 4             |
| Billboard Hot 100                   | 24            |
| Billboard Hot Dance Music/Club Play | 29            |